# Kabul Express
Kabul Express – dramat bollywoodzki i thriller z 2006 w reżyserii Kabira Khana. W rolach głównych wystąpili indyjscy aktorzy John Abraham i Arshad Warsi, a także Pakistańczyk Salman Shahid i Afgańczyk Hanif Hum Ghum. 
Tematem filmu jest wspólna podróż przez Afganistan pozostających w konflikcie dwóch Hindusów, Afgańczyka, Amerykanki i Pakistańczyka. Między nimi powstają specyficzne relacje wypełnione strachem, wrogością, ale z czasem i rodzącym się współczuciem i bliskością.

## Fabuła
W listopadzie 2002 roku dwóch indyjskich dziennikarzy telewizyjnych Suhel Khan (John Abraham) i Jai Kapoor (Arshad Warsi) jadą do Afganistanu, aby przeprowadzić wywiady z walczącymi talibami. Znajdują kraj w dramatycznej sytuacji. Trwa wojna domowa. Aby móc swobodnie przemieszczać się po kraju wynajmują afgańskiego przewodnika, który jednocześnie służy im jako kierowca jeepa (tytułowy "Kabul Express"). W końcu udaje im się poznać osobiście walczącego taliba, ale w nieoczekiwany dla siebie sposób. Zostają sterroryzowani przez Imrana Khana Afridi (Salman Shahid), który liczy, że jazda ich jeepem umożliwi mu przedostanie się do granicy Pakistanu i ucieczkę z kraju rozliczającego się z przegrywającymi talibami.

## Obsada
- Arshad Warsi – Jai Kapoor (dziennikarz TV – operator)
- John Abraham – Suhel Khan (dziennikarz TV – reżyser)
- Salman Shahid – Imran Khan Afridi (żołnierz pakistański)
- Hanif Humghum – Khyber (afgański przewodnik i kierowca)
- Linda Arsenio – Jessica Beckham (dziennikarka z Nowego Jorku)